# Rio Corbeasca
O Rio Corbeasca é um rio da Romênia, afluente do Mureş, localizado no distrito de Arad.